# كين دونكان (مصور)
كين دونكان (بالإنجليزية: Ken Duncan)‏ هو مصور أسترالي، ولد في 20 ديسمبر 1954 في ميلدورا في أستراليا.